# Pam Bondiová
Pamela Jo Bondiová (nepřechýleně Bondi; * 17. listopadu 1965 Tampa) je americká právnička, lobbistka a republikánská politička, od února 2025 ministryně spravedlnosti ve druhé vládě Donalda Trumpa. Mezi roky 2011 a 2019 působila jako generální prokurátorka Floridy, jakožto první žena v této funkci.
V roce 2020 byla jednou z obhájkyň Donalda Trumpa během jeho prvního impeachmentu. V reakci na výsledky amerických prezidentských voleb 2020 prohlásila, že byly doprovázeny volebními podvody. V listopadu 2024 ji zvolený prezident Trump nominoval na post ministryně spravedlnosti. Dne 4. února 2025 její nominaci schválil Senát poměrem hlasů 54:46 a následujícího dne složila přísahu.

## Mládí a vzdělání
Narodila se 17. listopadu 1965 v Tampě na Floridě. Její otec Joseph byl členem městské rady a později starostou Temple Terrace. Střední školu vystudovala ve svém rodném městě.
V roce 1987 získala titul Bachelor of Arts v oboru trestní soudnictví na Floridské univerzitě a v roce 1990 titul doktorka práv na Stetsonově univerzitě. V červnu 1991 byla přijata do floridské advokátní komory.

## Generální prokurátorka Floridy
Do veřejné funkce poprvé kandidovala v roce 2010, když se ucházela o post generální prokurátorky Floridy. V republikánských primárkách porazila se ziskem 37,89 % hlasů své protikandidáty Holly Benson a Jeffa Kottkampa. Ve volbách generálního prokurátora porazila demokratického kandidáta Dana Gelbera a stala se tak první ženou v této funkci. Úřadu se ujala 4. ledna 2011.
Ve volbách v roce 2014 se utkala s Georgem Sheldonem, kterého porazila ziskem 55 % hlasů.

## Práce lobbistky
Po skončení ve funkci generální prokurátorky Floridy v roce 2019 byla najata lobbistickou firmou Ballard Partners, která má úzké vazby na Donalda Trumpa, a začala pracovat jako registrovaná zahraniční agentka a lobbistka pro velvyslanectví Kataru. Ještě téhož roku na funkce rezignovala, aby obhajovala Donalda Trumpa během jeho prvního impeachmentu. Ve firmě Ballard Partners pracovala až do roku 2024.
Mimo jiné se stala lobbistkou společnosti KGL KSCC registrované v Kuvajtu.

## Ministryně spravedlnosti Spojených států
Dne 21. listopadu 2024 zvolený prezident Donald Trump oznámil, že nominoval Bondiovou na post ministryně spravedlnosti. Stalo se tak poté, co se Matt Gaetz vzdal své nominace. Senátní výbor pro justici schválil její nominaci 29. ledna 2025 poměrem hlasů 12:10. Dne 4. února 2025 její nominaci schválil Senát poměrem hlasů 54:46, přičemž jediným demokratickým senátorem, který hlasoval ve prospěch Bondiové, byl John Fetterman. Následujícího dne složila přísahu do rukou soudce Nejvyššího soudu Clarence Thomase.